# Egyházaskesző
Egyházaskesző is een plaats in het comitaat Veszprém in Hongarije.

## Geboren
- Arpad Elo (1903-1992), Hongaars-Amerikaans natuurkundige en schaker (bekend van de Elo-rating)